# Courtedoux
Courtedoux är en ort och kommun i distriktet Porrentruy i kantonen Jura, Schweiz. Kommunen har 774 invånare (2023).